# آندریا کانسیگلی
آندریا کانسیگلی (ایتالیایی: Andrea Consigli؛ زادهٔ ۲۷ ژانویهٔ ۱۹۸۷) یک بازیکن فوتبال اهل ایتالیا است.

## افتخارات
آتالانتا
- سری بی(۲): ۰۶–۲۰۰۵، ۱۱–۲۰۱۰

ساسولو
- سری بی(۱): ۲۵–۲۰۲۴